# Hostětín
Hostětín település Csehországban, a Uherské Hradiště-i járásban. Hostětín Pitín, Slavičín és Šanov településekkel határos. Lakosainak száma 214 fő (2024. január 1.).

## Népesség
A település lakosságának változását az alábbi diagram mutatja:
| Lakosok száma | 256  | 260  | 266  | 224  | 304  | 227  | 231  | 220  | 215  | 214  |
|               | 1869 | 1890 | 1921 | 1950 | 1980 | 2001 | 2017 | 2019 | 2022 | 2024 |